# Allium bajtulinii
Allium bajtulinii är en amaryllisväxtart som beskrevs av M.S. Bajtenov och I.I.Kamenetskaya. Allium bajtulinii ingår i släktet lökar, och familjen amaryllisväxter. Inga underarter finns listade i Catalogue of Life.